# 58 Leonis
Désignations
58 Leonis (en abrégé 58 Leo) est une étoile géante de la constellation zodiacale du Lion. Elle porte également la désignation de Bayer de d Leonis, 58 Leonis étant sa désignation de Flamsteed. Elle est visible à l'œil nu avec une magnitude apparente de 4,85. L'étoile présente une parallaxe annuelle de 9,63 mas mesurée par le satellite Gaia, ce qui indique qu'elle est distante d'environ ∼ 339 a.l. (∼ 104 pc) de la Terre. Elle s'éloigne du Système solaire à une vitesse radiale de +6,0 km/s.
58 Leonis est une étoile géante rouge évoluée de type spectral K0,5 III Fe-0,5, avec la notation « Fe-0,5 » qui indique que son spectre montre une légère sous-abondance en fer. Elle est estimée être 1,89 fois plus massive que le Soleil et être âgée de 1,69 milliard d'années. L'étoile est 182 fois plus lumineuse que le Soleil et sa température de surface est de 4 519 K.
58 Leonis a été identifiée comme une étoile à baryum par P. M. Williams (1971). Ce type d'étoiles présente un enrichissement en éléments issus du processus s dans leur atmosphère. Ces éléments pourraient avoir été acquis lors d'une ancienne phase de transfert de masse à partir d'un compagnon depuis devenu une naine blanche, alors qu'il passait par la phase de la branche asymptotique des géantes. MacConnell et al. (1972) ont classé 58 Leonis comme une étoile à baryum marginale. De Castro et al. (2016) ne la considèrent que comme une étoile à baryum probable, en raison du faible degré d'enrichissement en éléments issus du processus s, et ils l'ont rejetée de leur échantillon. Plutôt que d'avoir un compagnon évolué, elle pourrait plutôt s'être formée dans un nuage qui était légèrement enrichi en éléments du processus s.